# Homalia
Homalia là một chi rêu trong họ Neckeraceae.